# Van Haeften (I)

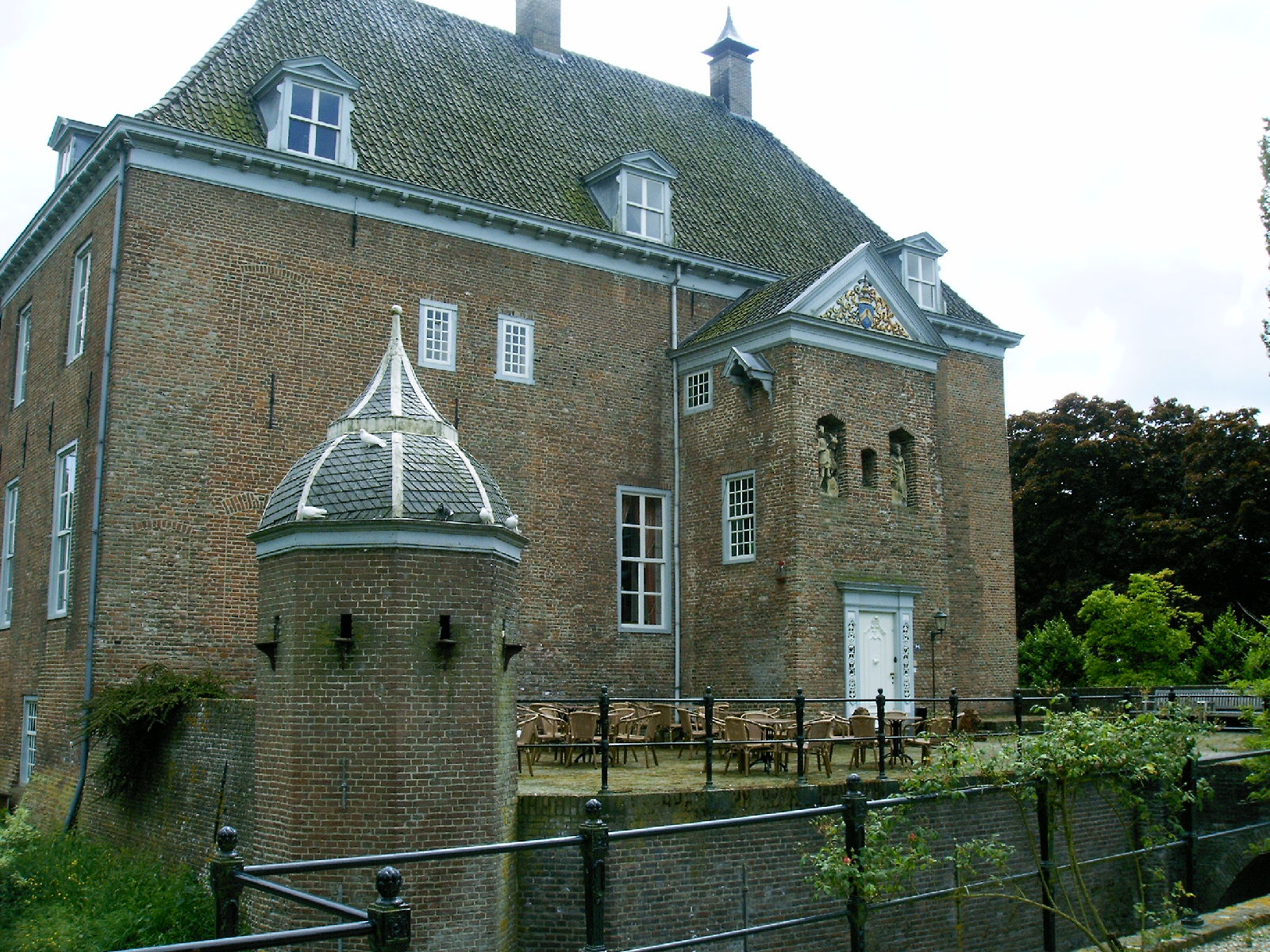
Kasteel Ophemert

Van Haeften (ook: de Cocq van Haeften) is de naam van een adellijk geslacht, dat zijn naam ontleent aan het Gelders plaatsje Haaften.
De familie, die eeuwenlang eigenaar was van kasteel Ophemert, werd in 1822 opgenomen in de Nederlandse adel met de titel baron(es) met overgang op allen. In 1881 stierf deze adellijke familie uit.

## Geschiedenis
De familie Van Haeften behoort tot de groep van families in de Betuwe die sinds de Middeleeuwen een variatie van het wapen van het Franse geslacht Châtillon voert. Afstamming van dit adellijke geslacht is echter niet bewezen. Alhoewel er oudere vermeldingen zijn, begint de bewijsbare stamreeks met ridder Otto van Haeften (Otto de Cock van Haeften van Rhenoy (1421-1473), Heer van Gameren en Wayenstein). Zijn zoon Allard van Haeften (†1494) trouwde in 1469 met Aleid van Weerdenburg, vrouwe van Ophemert en Zennewijnen waardoor de genoemde twee heerlijkheden en het kasteel in het geslacht Van Haeften kwamen waarin ze tot 1844 zouden blijven. Sinds de 17e eeuw bestaat er ook een belangrijke Duitse tak.

## Enkele telgen
Otto de Cock van Haeften van Rhenoy (1421-1473), Heer van Gameren en Wayenstein; ridder, schepen in de hoge bank van Deil; hij was getrouwd met Jutta Pieck (1410-1495), vrouwe van Gameren 
- Allard van Haeften, heer van Gameren (†1494), ambtman; trouwde in 1469 met Aleid van Weerdenburg, vrouwe van Ophemert en Zennewijnen
  - Derk van Haeften, heer van Gameren, Ophemert en Zennewijnen (†1538), ambtman; trouwde in 1504 met Agnes van Broeckhuysen, vrouwe van Calbeek († voor 1540)
    - Allard van Haeften, heer van Ophemert, Calbeek & Opijnen (1558-) (†1564), richter en schepen; trouwde in 1546 met Cunegonda van Keppel, vrouwe van Verwolde
    - Johan van Haeften, heer van Gameren (circa 1500-1549)
      - Dirck van Haeften (circa 1530-1578/1579), heer van Gameren, gouverneur van Zaltbommel; was getrouwd met Margaretha van Duvenvoorde
      - Agnes van Haeften, gehuwd met Alexander van IJsselsteyn
        - Reinier van Haeften, heer van Ophemert en Zennewijnen (†1587), schepen; was getrouwd met Anna Pieck († na 1604) 
          - Johan van Haeften, heer van Ophemert en Wolfsweerd († voor 1653), in de ridderschap; was getrouwd met Henrica van Haeften
            - Walraven van Haeften, heer van Ophemert en Zennewijnen (†1658), officier in Statendienst; trouwde in 1643 met Fransina van Cockengen († na 1653)
              - Reinier van Haeften, heer van Ophemert en Zennewijnen (1646-1733), in de ridderschap, raad ter admiraliteit; trouwde in 1675 met Adriana Maria de Cocq van Delwijnen (†1709)
                - Bartold van Haeften, heer van Wadenoyen, Ophemert, Zennewijnen en Delwijnen (1692-1772), heemraad, dijkgraaf, ambtman, in de ridderschap, gedeputeerde ter Staten-Generaal; trouwde in 1719 met Margriet van Lynden (~1700-1761)
                  - Henrietta Margaretha van Haeften, vrouwe tot Wadenoijen (1725-1785); trouwde op  17 september 1750 met Carel Lodewijk de Pagniet, heer van Kermestein en IJzendoorn (1715-1789), lid van de Staten-Generaal voor Gelderland, burgemeester van Tiel en bewindhebber van de W.I.C. te Amsterdam.
                  - Jan Walraven van Haeften, zich noemende de Cocq van Haeften, heer van Wadenoyen, Ophemert en Delwijnen (1722-1782), dijkgraaf, ambtman, in de ridderschap, gedeputeerde ter Staten-Generaal; trouwde (1) in 1750 met zijn nicht Anna Ursulina van Lynden (1728-1755), (2) in 1758 met Johanna Christina Angenis van Delen, vrouwe van Gross-Kunckel (~1738-1767)
                    - Margriet van Haeften (1751-1793), dichteres en prozaschrijfster; trouwde in 1774 met Lukas Willem van Essen, heer van Schaffelaar, Helbergen en de Hoge en Vrije heerlijkheid van Abbenbroek (1739-1791)
                    - Barthold de Cocq van Haeften, heer van Blitterswijk en Wanssum (1755-1808); trouwde in 1790 met Arnolda Margaretha barones Mackay, vrouwe van Blitterswijck, Wanssum en Meerlo (1771-1849)
                      - Urselina Philippina barones de Cocq van Haeften (1794-1881), laatste telg van het geslacht

                    - Constantia Louisa Arnoldina barones de Cocq van Haeften, vrouwe van Blitterswijk en Wanssum (1802-1857)

                  - Reinier van Haeften, heer van Ophemert en Zennewijnen (1729-1800), diplomaat, trouwde in 1778 met Jeanne Cenie Kick (1758-1799)
                    - Anna Margriet barones van Haeften, vrouwe van Ophemert, Zennewijnen en Meerlo (1782-1844)

## Leden van de Duitse tak
- Hans von Haeften (1870-1937), militair
- Hans-Bernd von Haeften (1905-1944), verzetsstrijder
- Werner von Haeften (1908-1944), verzetsstrijder, adjudant van Claus Schenk von Stauffenberg bij de mislukte aanslag op Adolf Hitler op 20 juli 1944.

## Trivia
- Een andere maar gelijknamige familie Van Haeften behoort eveneens tot de Nederlandse adel. Een genealogische samenhang met de hier besproken familie verloopt via een moederlijke lijn: een lid van de familie de Craen nam de naam van Haeften over van zijn moeder. Deze familie verhuisde van de Betuwe naar Utrecht en werd in 1844 verheven in de ongetitelde adel met toekenning van het predicaat Jonkheer.
- In Meerlo is "De Cock van Haeftenstraat" te vinden, vernoemd naar het geslacht.